# ماجولان
ماجولان روستایی است که در استان اردبیل، شهرستان خلخال، بخش شاهرود، دهستان شال قرار دارد.

## جمعیت
بر اساس سرشماری سال ۱۳۹۰ جمعیت این روستا ۲۳۹ نفر با ۸۰ خانوار بوده‌است. روند نزولی جمعیت این روستا در مقایسه با نتایج آمارگیری سال ۱۳۸۵ (۲۵۸ نفر با تعداد خانوار ۷۴) نمایانگر تأثیر پایدار مهاجرت به دلیل کمبود امکانات در این منطقه روستایی است. البته افزایش تعداد خانوار بیانگر رشد نسبی تعداد ازدواج در این روستا در میان ساکنان بومی است که می‌تواند باعث افزایش جمعیت در سال‌های آینده شود.

## زبان
اهالی روستای ماجولان به زبان ترکی سخن می‌گویند.

## زلزله رودبار و تأثیرات آن
زلزله ویرانگر سال ۱۳۶۹ رودبار و منجیل بسیاری از روستاهای استان‌های قزوین، زنجان، اردبیل و گیلان را به نحوی دچار تخریب و آسیب کرد که اهالی این روستاها مجبور به بازسازی منازل مسکونی خود در نقاطی جدید شدند. به دلیل آسیب فراوانی که این زلزله به روستای ماجولان وارد کرد، اهالی به تدریج اقدام به احداث بناهای مسکونی و دامداری خود در منقطه کشاورزی واقع در یک کیلومتری محل روستای قدیمی نمودند و به تدریج شهرک جدید روستای ماجلان شکل گرفت. به دلیل ساخت و سازهای فراوان و بازگشت برخی از افرادی که در اوایل دهه ۱۳۵۰ از روستا مهاجرت کرده بودند، شهرک جدید در سال‌های اخیر رونق یافته‌است.

## راه ارتباطی
این روستا در میانه مسیری مهم قرار گرفته‌است که گیلان را به آذربایجان شرقی متصل می‌کند. به دلیل اهمیت استراتژیک این منطقه از نظر اتصال سریع به مناطق شمال غربی و مرزی ایران، از سال ۱۳۲۰ تلاش‌های ایجاد راه شوسه و سپس آسفالت در این منطقه آغاز گردید که با برکناری رضاشاه در همان سال این پروژه در ابتدای کار متوقف شد. در سال ۱۳۵۶ اهالی روستای ماجلان از طریق جمع‌آوری پول از ساکنین اقدام به احداث راه در حد فاصل روستای طهارم دشت تا روستای ماجلان نمودند. در سال ۱۳۵۸ پروژه احداث راه به روستای ماجلان از ماسوله و از شال آغاز شد که پروژه جاده شال- ماجلان را شرکتی به نام گامپی برعهده داشت. همچنین در سال ۱۳۶۲ جاده از ماسوله تا جلال‌آباد (۷ کیلومتری شرق ماجلان) به صورت خاکی آماده شده بود. پروژه راه ماسوله-ماجلان- کلور در تاریخ ۱۳۶۷/۷/۱۷ با پیشنهاد تعدادی از نمایندگان شهرهایی مثل خلخال، فومن، آستارا، آستانه اشرفیه، صومعه سرا و … طی مصوبه هیئت وزیران پروژه ملی اعلام شد. با تکمیل این مسیر که در اسناد وزارت راه و شهرسازی به نام ماسوله-ماجلان-کلور شناخته می‌شود، انتظار می‌رود که روستاهای تابعه قرارگرفته در این منطقه در موقعیت بهتری از نظر امکانات ارتباطی قرار بگیرند.

## جاذبه‌های گردشگری
روستای ماجلان دارای جاذبه‌های طبیعی فراوانی است که برای بسیاری از گردشگران جذاب می‌باشد. همین امر سبب شده‌است تا در تقسیم‌بندی‌های اداری شهرستان خلخال، این روستا به عنوان روستای گردشگری معین گردد. قله شاه معلم با ارتفاع ۳۰۵۸ متر از سطح دریا هر ساله هدف بسیاری از اکوتوریست‌های ایرانی می‌باشد. همچنین ارتفاعات سرسبز بوران که به مناطق مسکونی بومی‌های تالش منتهی می‌شود نیز از نقاط جذاب برای کوهنوردی می‌باشد. همچنین چشمه‌های طبیعی فراوانی در این روستا قرار دارند. یک غار یخی به نام بوزخانه نیز در نزدیکی این روستا قرار دارد که به دلیل ناشناخته ماندن تقریباً دست نخورده باقی مانده‌است.